# Паурупе
Паурупе (латис. Paurupe) — мала річка в Латвії, Курляндія, Руцавський край. Впадає до Балтійського моря. До побудови дороги Лігупе-Паурупе в 1966 році і Паурупського каналу впадала до Папеського озера. На берегах річки розташоване село Руцава, центр краю.